# Uma Mulher sob Influência
A Woman Under the Influence (bra/prt: Uma Mulher sob Influência) é um filme de 1974 escrito e dirigido por John Cassavetes.
Lançado em 12 de outubro de 1974, o filme recebeu duas indicações ao Oscar: Melhor Atriz para Gena Rowlands (que atuou de modo brilhante no papel de uma problemática e incompreendida dona de casa de classe média-baixa norte-americana) e Melhor Diretor. Rowlands ganhou o Globo de Ouro como Melhor Atriz em drama e o filme ainda obteve mais três indicações (Filme-Drama, Direção e Roteiro). Considerada uma obra "culturalmente significante" pela Biblioteca do Congresso dos Estados Unidos, o filme foi também selecionado para preservação no National Film Registry.

## Sinopse
Mabel (Gena Rowlands), dona-de-casa de classe média baixa americana, mãe de três filhos é casada com Nick (Peter Falk) e está fragilizada mental e emocionalmente. O marido comunica-lhe que não poderá dormir em casa por estar repleto de trabalho. No dia seguinte, ele retorna para casa levando sua equipe para almoçar. Mabel demonstra sinais de descontrole, e Nick pensa em interná-la em um manicômio.